# Posthofbrug
De Posthofbrug is een liggerbrug in het Antwerpse district Berchem over de R1 (Ring van Antwerpen) en over spoorlijn 59 (Antwerpen - Gent) . De brug bestaat uit 6 overspanningen met een totale lengte van 165 m. De brug heeft een breedte van 25,5 m.
De brug verbindt de Roderveldlaan met de R10 Binnensingel en de Posthoflei.
Aan het kruispunt van de Posthofbrug met de Singel ligt aan de Posthoflei ook het station Antwerpen-Berchem. Anno 2016-2017 wordt een fietsbrug gebouwd die de Posthofbrug verbindt met het NMBS-fietsparkeergebouw, als deel van de fietssnelweg F1 die over de Posthofbrug en via de Posthoflei en de Stanleystraat naar de binnenstad van Antwerpen loopt.